# أبو بكر بن طاهر الخدب
أبو بكر بن محمد بن أحمد بن طاهر الإشبيلي الأنصاري النحوي (512 هـ - 580 هـ). هو لغويٌّ ونحويٌّ أندلسي من الإشبيلية، يعدُّه المؤرِّخون من رجال المدرسة النحوية في الأندلس، اشتهر تلميذه ابن خروف حتى فاقت شهرته شهرة معلِّمه.

## حياته
هو أبو بكر بن محمد بن أحمد بن طاهر، يُعرَف بالخُدَّب، ولُقِّب كذلك لطوله، والخدب هو الرجل الطويل. ولِدَ ابن طاهر الخدب في مدينة إشبيلية في سنة 512 من التقويم الهجري، وتلقَّى تعليمه في الأندلس، حيث حفظ كتاب سيبويه بعد أن أقرأه أيَّاه ابن الرَّماك. رحل ابن طاهر إلى المغرب، واستقرَّ في مدينة فاس، حيث زاول هناك مهنة الخياطة، وشرع في تعليم وتلقين كتاب سيبويه لطلابه، ذاع صيته في مدينة فاس، واجتمع لديه طلاب من مناطق مختلفة. نبغ من طلابه نحوي شهير وهو أبو الحسن بن خروف، ومن أبرز طُلَّابه أبو الحسن بن مسلم الفقيه وأبو ذر الخشني. خرج ابن خروف من المغرب قاصداً مكة بنية الحج، ودخَلَ مدينة القاهرة في سنة 572 في فترة حكم السلطان صلاح الدين الأيوبي وأقرأ كتاب سيبويه هناك، وبعد إكماله مناسك الحج غادر مكة ودخل عدَّة مُدن ظلَّ فيها فترة يُعلِّم كتاب سيبويه، ومنها حلب والبصرة. كتب ابن طاهر حاشيةً لكتاب سيبويه، وكثيراً ما يقتبس ابن خروف بعض ما دوَّنه معلِّمه فيها، وألَّف كذلك تعليقٌ لكتاب الإيضاح لأبي علي الفارسي. لم يُلزِم ابن طاهر نفسه بأيِّ مذهب من مذاهب النحاة قبله، وكان يأخذ من آراء مذاهب متعدِّدة، ويختار ما يجده صواباً، وله آراء تفرَّد بها لم يأخذها عن نحاة سابقين. بعد عودته من رحلة الحج وترحاله بين المدن أُصِيبَ ابن طاهر بالجنون، وذكر المنذري أنَّه أُصِيبَ بالجنون بعد أن سرق أخوه أمواله ومخزونه من الذهب، وهو ما كسبه بعد أن اشتغل في التجارة. وتُوفِّي في سنة 580 من التقويم الهجري، ومكان وفاته مُختلَف عليه، حيث تنصُّ بعض المصادر على أنَّه تُوفِّي في مدينة فاس المغربية، بينما تذكر مصادر أخرى أنَّ وفاته كانت في مدينة بجاية.

## مؤلفاته
- «حاشية ابن طاهر على كتاب سيبويه» (يُسَمَّى أيضًا الطُّرر).
- «تعليق على الإيضاح» (تعليق على كتاب الإيضاح لأبي علي الفارسي).